# Zwartkopzijdeaapje
Het zwartkopzijdeaapje (Mico nigriceps) is een zoogdier uit de familie van de klauwaapjes (Callitrichidae). De wetenschappelijke naam van de soort werd voor het eerst geldig gepubliceerd door Ferrari & Lopes in 1992.

## Voorkomen
De soort komt voor in Brazilië.